# Daskalogiannis
Ioannis Vlachos (em grego: Ιωάννης Βλάχος), mais conhecido como Daskalogiannis (em grego: Δασκαλογιάννης; Anópolis, 1722 ou 1730 — Heraclião, 17 de junho de 1771) foi um rico construtor e armador naval, que liderou uma revolta contra o domínio otomano de Creta, no século XVIII.

## Vida e carreira
Ioannis Vlachos nasceu na vila de Anópolis no município de Sfakiá, uma região semi-autônoma de Creta, em 1722 ou 1730. Seu pai, que era um armador rico, mandou-o para ser educado no exterior. Devido à sua educação, seus compatriotas o chamaram de "Daskalos" (professor), daí seu apelido Daskalogiannis. Ele é referido como um escrivão da cidade, em 1750, presidente da região de Sfakiá em 1765, e como proprietário de quatro ou três mastros de navios mercantes que navegavam entre os portos do Mediterrâneo. Eles teriam partido de Prosyalo e do golfo de Loutró.
Daskalogiannis conhecia Emmanouil Benakis em Mani e é provável que Benakis apresentou-o ao Conde Orlov que Catarina, a Grande, tinha enviado para o Peloponeso, em 1769, para instigar uma revolta lá. Muitos homens de Sfakiá também participaram da revolta do Peloponeso.
No início de 1770, ele foi contactado por emissários russos, que esperavam para instigar uma revolta entre os gregos subjugados do Império Otomano. Daskalogiannis concordou em financiar e organizar uma rebelião em Sfakiá contra as autoridades turcas quando os prometeram suporte a tal. Na primavera de 1770 Daskalogiannis fez os preparativos para a revolta em Sfakiá, reunindo homens, fuzis e suprimentos, além de ter construído defesas em locais estratégicos. Contudo, a frota russa no mar Egeu não chegou em Creta e a revolta foi deixada à sua sorte. A revolta começou em 25 de março de 1770, com a bandeira levantada na igreja de Agios Georgios em Anópolis, e por um curto período de tempo, partes de Creta tiveram atributos de uma nação independente, incluindo as suas moedas, cunhadas em uma caverna perto de Chora Sfakion.
O inverno seguinte foi difícil porque a intervenção russa, prometida a Daskalogiannis, não se concretizou. A revolta não se espalhou para as terras baixas, e sem apoio externo, ela foi derrotada brutalmente pelos exércitos turcos instalados na ilha. Sfakiá foi pela primeira vez totalmente dominada por forças turcas. Daskalogiannis foi entregue com 70 homens no castelo de Frangocastelo perto de Chora Sfakion. Sob as ordens do paxá de Candia (Heraclião) , ele foi torturado fora da fortaleza do porto de Heraclião, esfolado vivo e executado em 17 de junho de 1771. Os turcos forçaram seu irmão a assistir a tortuosa execução o que o levou a loucura.